# فابيان غوتزه
فابيان غوتزه (بالألمانية: Fabian Götze)‏ هو لاعب كرة قدم ألماني في مركز ظهير ‏، ولد في 3 يونيو 1990 في Ronsberg ‏ في ألمانيا. شارك مع منتخب ألمانيا تحت 17 سنة لكرة القدم. أما مع النوادي، فقد لعب مع بوروسيا دورتموند ب ونادي أونترهاخينغ.

## وصلات خارجية
- فابيان غوتزه على موقع قاعدة بيانات كرة القدم.إي يو (الإنجليزية)
- فابيان غوتزه على موقع بيانات كرة القدم. دي إي (الألمانية)
- فابيان غوتزه على موقع عالم كرة القدم.نت (الإنجليزية)